# Chilothorax melanostictus
Chilothorax melanostictus är en skalbaggsart som beskrevs av Schmidt 1840. Chilothorax melanostictus ingår i släktet Chilothorax och familjen Aphodiidae. Utöver nominatformen finns också underarten C. m. simulans.